# Hendrik Jan Davids
Hendrik Jan Davids (ur. 30 stycznia 1969 w De Bilt) – holenderski tenisista.

## Kariera tenisowa
Karierę tenisową Jan Davids rozpoczął w 1988 roku, a zakończył w 1997 roku. W grze pojedynczej wygrał jeden turniej rangi ATP Challenger Tour, w 1994 roku na Malcie. Wziął udział również w jednym turnieju wielkoszlemowym, w 1997 roku na Wimbledonie, gdzie odpadł w I rundzie.
W grze podwójnej tenisista holenderski zwyciężył w siedmiu turniejach kategorii ATP World Tour oraz osiągnął dwanaście finałów. W zawodach z cyklu Wielkiego Szlema najdalej dochodził podczas Rolanda Garrosa z 1993 roku i US Open z 1996 roku, kiedy był uczestnikiem ćwierćfinałów.
W rankingu singlowym Jan Davids najwyżej był na 171. miejscu (17 czerwca 1996), a w klasyfikacji deblowej na 26. pozycji (18 kwietnia 1994).

### Finały w turniejach ATP World Tour
| Nazwa                        |
| ---------------------------- |
| Wielki Szlem                 |
| Igrzyska olimpijskie         |
| ATP Tour World Championships |
| ATP Masters Series           |
| ATP Championship Series      |
| ATP World Series             |

#### Gra podwójna (7–12)
| Końcowy wynik | Nr  | Data                 | Turniej   | Nawierzchnia    | Partner           | Przeciwnicy                    | Wynik finału  |
| ------------- | --- | -------------------- | --------- | --------------- | ----------------- | ------------------------------ | ------------- |
| Zwycięzca     | 1.  | 11 listopada 1990    | Moskwa    | Dywanowa (hala) | Paul Haarhuis     | John Fitzgerald Anders Järryd  | 6:4, 7:6      |
| Zwycięzca     | 2.  | 16 czerwca 1991      | Rosmalen  | Trawiasta       | Paul Haarhuis     | Richard Krajicek Jan Siemerink | 6:3, 7:6      |
| Finalista     | 1.  | 8 marca 1992         | Kopenhaga | Dywanowa (hala) | Libor Pimek       | Nicklas Kulti Magnus Larsson   | 3:6, 4:6      |
| Zwycięzca     | 3.  | 5 kwietnia 1992      | Estoril   | Ceglana         | Libor Pimek       | Luke Jensen Laurie Warder      | 3:6, 6:3, 7:5 |
| Zwycięzca     | 4.  | 12 lipca 1992        | Gstaad    | Ceglana         | Libor Pimek       | Petr Korda Cyril Suk           | walkower      |
| Finalista     | 2.  | 11 lipca 1993        | Gstaad    | Ceglana         | Piet Norval       | Cédric Pioline Marc Rosset     | 3:6, 6:3, 6:7 |
| Finalista     | 3.  | 1 sierpnia 1993      | Hilversum | Ceglana         | Libor Pimek       | Jacco Eltingh Paul Haarhuis    | 6:4, 2:6, 5:7 |
| Zwycięzca     | 5.  | 8 sierpnia 1993      | Praga     | Ceglana         | Libor Pimek       | Jorge Lozano Jaime Oncins      | 6:3, 7:6      |
| Zwycięzca     | 6.  | 17 października 1993 | Bolzano   | Dywanowa (hala) | Piet Norval       | David Adams Andriej Olchowski  | 6:3, 6:2      |
| Finalista     | 4.  | 13 lutego 1994       | Mediolan  | Dywanowa (hala) | Piet Norval       | Tom Nijssen Cyril Suk          | 6:4, 6:7, 6:7 |
| Finalista     | 5.  | 17 kwietnia 1994     | Nicea     | Ceglana         | Piet Norval       | Javier Sánchez Mark Woodforde  | 5:7, 3:6      |
| Finalista     | 6.  | 13 listopada 1994    | Antwerpia | Dywanowa (hala) | Sébastien Lareau  | Jan Apell Jonas Björkman       | 5:7, 3:6      |
| Finalista     | 7.  | 18 czerwca 1995      | Rosmalen  | Trawiasta       | Andriej Olchowski | Richard Krajicek Jan Siemerink | 5:7, 3:6      |
| Finalista     | 8.  | 1 października 1995  | Palermo   | Ceglana         | Piet Norval       | Àlex Corretja Fabrice Santoro  | 7:6, 4:6, 3:6 |
| Finalista     | 9.  | 4 lutego 1996        | Zagrzeb   | Dywanowa (hala) | Martin Damm       | Libor Pimek Menno Oosting      | 3:6, 6:7      |
| Finalista     | 10. | 10 marca 1996        | Rotterdam | Dywanowa (hala) | Cyril Suk         | David Adams Marius Barnard     | 3:6, 7:5, 6:7 |
| Finalista     | 11. | 28 września 1997     | Bukareszt | Ceglana         | Daniel Orsanic    | Luis Lobo Javier Sánchez       | 5:7, 5:7      |
| Finalista     | 12. | 5 października 1997  | Palermo   | Ceglana         | Daniel Orsanic    | Andrew Kratzmann Libor Pimek   | 6:3, 3:6, 6:7 |
| Zwycięzca     | 7.  | 9 listopada 1997     | Santiago  | Ceglana         | Andrew Kratzmann  | Julián Alonso Nicolás Lapentti | 7:6, 5:7, 6:4 |